# مغول (إيران)
مغول هي قرية في مقاطعة سلماس، إيران. عدد سكان هذه القرية هو 622 في سنة 2006.